# Sequeira
Sequeira es una freguesia portuguesa perteneciente al municipio de Braga. Posee un área de 4,53 km² y una población total de 2031 habitantes (2001). La densidad poblacional asciende a 448,3 hab/km².
- Datos: Q2096249
- Multimedia: Sequeira (Braga) / Q2096249